# Anenský hřbet
Anenský hřbet (německy společně s Kunštátským hřbetem Böhmer Kamm) je geomorfologický podokrsek Orlických hor. Nachází se v jejich centrální části a ve východní části Královéhradeckého kraje v okresu Rychnov nad Kněžnou. Nejvyšší horou hřbetu je Anenský vrch (997 m).

## Geomorfologie
Anenský hřbet náleží do geomorfologického celku Orlické hory, podcelku Deštenská hornatina a okrsku Orlický hřbet. Od Kunštátského hřbetu - sousedního podokrsku v rámci Orlického hřbetu jej na severozápadě odděluje sedlo Mezivrší, od Říčských rozsoch údolí Hlubokého potoka a Říčky, od Podorlické pahorkatiny údolí Rokytenky. Hranice s Bartošovickou vrcnovinou na jihu probíhá přibližně podél zelené turistické značky z Rokytnice v Orlických horách do Bartošovic. Východní svahy hřbetu spadají do Orlickézáhorské brázdy.
| Geomorfologické členění Orlických hor                                                | Geomorfologické členění Orlických hor | Geomorfologické členění Orlických hor |
| ------------------------------------------------------------------------------------ | ------------------------------------- | --- |
| ČESKÁ VYSOČINA • Krkonošsko-jesenická subprovincie • Orlická oblast                  |                                       | |
| DEŠTENSKÁ HORNATINA                                                                  | Orlický hřbet                         | Olešnický hřbet (bezejmenný, 835 m) Vrchmezský hřbet (Vrchmezí, 1084 m) Deštenský hřbet (Velká Deštná, 1116 m) Kunštátský hřbet (Tetřevec, 1044 m) Anenský hřbet (Anenský vrch, 997 m) |
| DEŠTENSKÁ HORNATINA                                                                  | Orlické rozsochy                      | Zdobnické rozsochy (Karlův vrch, 956 m) Říčské rozsochy (bezejmenný, 910 m) |
| DEŠTENSKÁ HORNATINA                                                                  | Orlickozáhorská brázda                | nečlení se (bezejmenný, 790 m) |
| MLADKOVSKÁ VRCHOVINA                                                                 | Bartošovická vrchovina                | nečlení se (bezejmenný, 704 m) |
| MLADKOVSKÁ VRCHOVINA                                                                 | Pastvinská vrchovina                  | nečlení se (Adam, 766 m) |
| BUKOVOHORSKÁ HORNATINA                                                               | Orličský hřbet                        | Suchovršský hřbet (Suchý vrch, 995 m) Bukovohorský hřbet (Buková hora, 958 m) |
| BUKOVOHORSKÁ HORNATINA                                                               | Výprachtická vrchovina                | nečlení se (Špičák, 799 m) |
| PROVINCIE • Subprovincie • Oblast / Celek / PODCELEK • Okrsek • Podokrsek • (vrchol) |                                       | |

## Vrcholy
Nejvyšším vrcholem hřbetu je Anenský vrch s nadmořskou výškou 997 metrů. Asi 1,4 km severozápadně se nachází vrchol Mezivrší (949 m) a dalším vrcholem je bezejmenný vrchol s nadmořskou výškou 949 metrů cca 900 m jiho-jihozápadně od Anennského vrchu.

## Vodstvo
Anenský hřbet spadá do povodí Divoké Orlice, která protéká pod jeho východními svahy. Významnějším potokem, který pramení na západním svahu je říčka Rokytenka.

## Vegetace
Anenský hřbet je porostlý téměř výhradně hospodářskými smrčinami, které jsou ve vrcholových partiích rozrušeny rozsáhlými pasekami. Louky se vyskytují v blízkosti obcí v dolních partiích, jejich pás přechází hřbet také v prostoru Panského Pole, malá luční enkláva je též v okolí osady Hadinec. Až na malou část na jižním zakončení se hřbet nachází na území Chráněné krajinné oblasti Orlické hory. Na jihovýchodním svahu Anenského vrchu se nachází přírodní rezervace Černý důl.

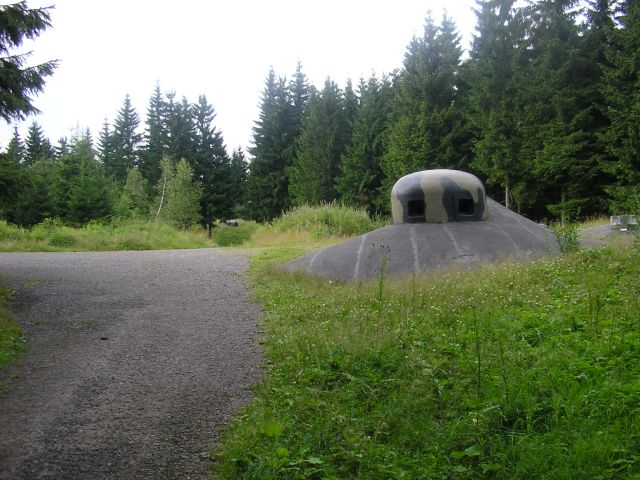
Objekt R-S 78 tvrze Hanička

## Komunikace
V prostoru Panského Pole přechází hřbet silnice II/319 z Rokytnice v Orlických horách do Bartošovic. V jejím nejvyšším bodě se nachází v sezóně placené parkoviště. V zimě neupravovaná silniční komunikace z Říček do Orlického Záhoří prochází přes sedlo Mezivrší. Hřebenová cesta ze Šerlichu na Zemskou bránu je v celé své délce sledována červeně značenou Jiráskovou cestou a cyklotrasou 4071.

## Stavby
Civilní roztroušená zástavba zasahuje do vrcholových partií hřbetu pouze v prostoru Panského Pole, jinak se omezuje převážně na spodní části svahů. Hlavní hřeben sleduje linie lehkého i těžkého opevnění budovaného v druhé polovině třicátých let proti nacistickému Německu. V jeho rámci byla vybudována i dělostřelecká tvrz Hanička, která je v současnosti muzejně zpřístupněna. Muzejně zpřístupněn je i objekt R-S 87 Průsek u Anenského vrchu a R-S 72 Nízká u Panského Pole. Objekt R-S 74 Na holém přímo na Panském Poli dnes slouží jako rekreační objekt Klubu vojenské historie Praha.